# Copacabana (kommun i La Paz)

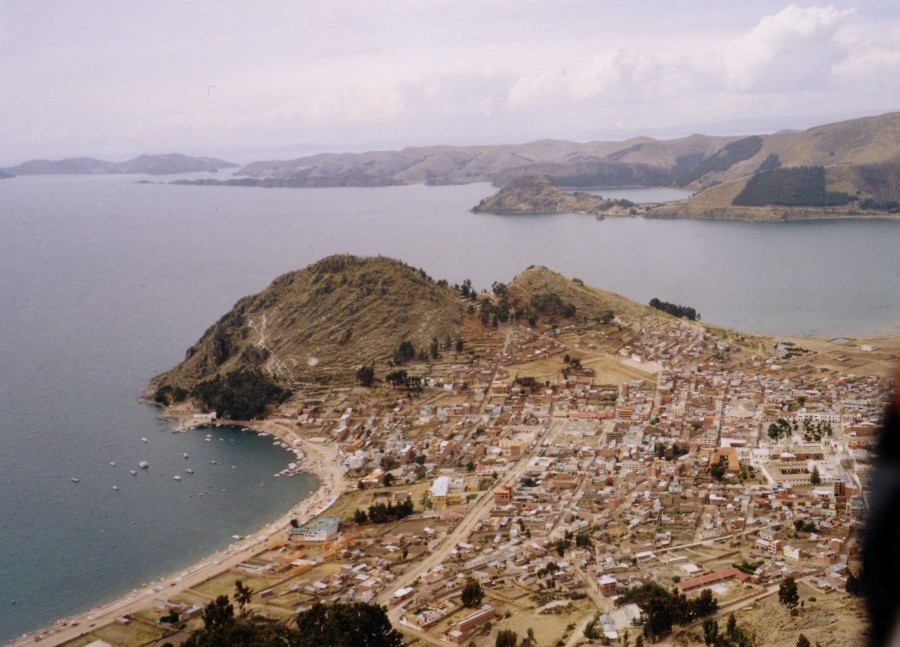
Copacabana, Titicacasjön

Copacabana är en kommun  i den bolivianska provinsen Manco Kapac i departementet La Paz. Den administrativa huvudorten är Copacabana.